# Barry Sanders
Barry Sanders (født 16. juli 1968 i Wichita, Kansas) er en tidligere professionel amerikansk fodbold-spiller, som spillede hele karrieren i Detroit Lions. Barry Sanders regnes for at være en af de bedste runningbacks nogensinde. Han var godt på vej til at blive den running back, som havde løbet for flest yards nogensinde, da han valgte at stoppe sin aktive karriere i 1998.

## College karriere
Barry Sanders spillede hans college karriere for Oklahoma State fra 1986-1988. Han var dog kun backup runningback de to første sæsoner. Den startene runningback var nemelig Thurman Thomas, som før nfl-sæsonen i 1988 blev draftet af Buffalo Bills, hvor han havde en stor karriere og nået bl.a. at løbe for over 12.000 yards. Så da Sanders i 1988 blev starter for Oklahoma State, var der ingen der forventede, at han kunne gøre det ligeså godt som Thurman Thomas. Sanders havde blot løbet for 603 yards i sine to første sæsoner hos Oklahoma State, hvilket dog snart skulle blive ændret, da Sanders første sæson som starter, skulle vise sig at være en rigtig god sæson for ham. Sanders sæson betegnes nemlig af mange som en af de bedste college-sæsoner nogensinde. I blot 11 kampe nåede han at slå adskillige NCAA rekorder, bl.a :
- Flest rushing yards: 2.628 yards
- Flest total yards: 3.249 yards
- Flest touchdowns: 39 TDs (Heraf 37 rushing, 1 kick return og 1 punt return)

Sanders havde et gennemsnit på 238,9 rushing yards per kamp. Han havde blot fire kampe i løbet af sæsonen, hvor han ikke mindst løb for 200 yards, dog løb han for over 150 yards i alle 11 kampe (178, 157, 174, 154). Han scorede desuden mindst 2 touchdowns i hver af de 11 hans kampe. Efter sæson havde Oklahoma State kvalificeret sig til Holiday Bowl, hvor Sanders endnu engang spillede en stor kamp. Her løb han for 222 yards og scorede 5 touchdowns på blot tre quarters, hvilket dog ikke er inkluderet i de overstående stats. Sanders vandt også det meget prestigefulde Heisman Trophy i 1988.

## NFL karriere

### Draft
Barry Sanders valgte, efter hans gode college sæson i 1988, at stille op til NFL draften 1989. Her blev han valgt som nummer 3 overall af Detroit Lions. Den daværende organisation i Detroit Lions havde dog overvejet at vælge Deion Sanders med deres første runde valg, men den daværende head coach i Detroit Lions, Wayne Fontes, ville heller have Sanders. Wayne Fontes fik overtalt organisation i Detroit Lions, der dermed valgt Sanders som nummer 3 overall. Sanders fik lov at spille i nummer 20, som den legendariske Detroit Lions running back, Billy Sims, havde spillet i. Billy Sims havde spillet for Detroit Lions i starten af 80'erne, men måtte dog indstille karrieren alt for tidligt på grund af skader. Mange personer havde før draften advaret mod at vælge Sanders, da han blot var 1.73 m. Kritikerne troede ikke på, at han kunne klare at spille i NFL på grund af hans højde, hvilket Sanders senere beviste, at han godt kunne. Sanders var nemelig ekstrem hurtig, og dermed kunne han løbe fra de fleste forsvars spillere. Sanders' trænere menes at have målt ham løbe en 40-yard dash på ca. 4,25 sek. Sanders var foruden hurtig også rimelig stærk, hvilket gjorde at det var meget svært at tackle ham.

### 1989 – rookie sæson
Barry Sanders havde en god rookie sæson hos Detroit Lions, selvom at han ikke deltog i training camp pga. nogle kontrakt proplemmer. Sanders formåede allerede på han fjerde bold berøring i NFL at score en touchdown. Han sluttede sæsonen af med 1.870 total yards og 14 touchdowns, hvilket gjorde, at han vandt prisen som Rookie of the Year. Sanders, som havde løbet for 1.470 yards i hans første sæson i NFL, var desuden 10 yards fra at være den spiller som havde løbet for flest yards. Denne titel kun Sanders godt have fået, men han nægtede at gå tilbage på banen i slutningen af sæsonen sidste kamp. Det skyldtes, at Detroit Lions allerede var foran, og Sanders mente, at det var vigtigere, at holdet vandt end han opnåede personlig succes. Hans ydmyghed blev da også et af hans varemærker i løbet af hans ti år lange karriere.

### 1990 til 1996 –
Barry Sanders blev ved med, at præstere på et højt niveau. Dette kan bl.a. ses tydeligt, da Sanders havde et gennemsnit på over 100 yards per kamp i alle hans 10 NFL sæsoner. Han hjalp også hans hold, Detroit Lions, til succes. Før Detroit Lions draftede Sanders havde holdet blot kvalificeret sig til slutspillet (playoff) 3 gange i løbet af hele 30 år. Detroit Lions var 5 gange i playoff imens Sanders spillede for holdet, og de var vel og mærke tæt på at kvalificere sig flere gange. Sanders og rester af Detroit Lions vandt desuden to divisions titler, hvilket holdet kun havde formået en gang før Sanders blev en del af holdet. Derudover førte Sanders Detroit Lions frem til Conference Championships i 1991, hvor holdet dog tabte til Washington Redskins med hele 41-10.

### 1997 – co-MVP
Barry Sanders havde en fænomenal sæson i 1997, hvor Sanders formåede at blive den blot tredje running back i historien til at runde de 2.000 rushing yards. Han scorede desuden 14 touchdowns og havde 305 receiving yards. Han førte Detroit Lions til ni sejre og syv nederlag, hvilket var nok til kvalificere sig til slutspillet. I slutspillet tabte de dog allerede i første runde til Tampa Bay Buccaneers. Sanders blev udnævnt til co-MVP sammen med den legendariske quaterback Brett Farve.

### 1998 – Sidste sæson
Barry Sanders havde en, efter hans standard, knap så god sæson i 1998. Han løb dog for 1.491 yards, men scorede blot 4 touchdowns og havde et gennemsnit på "kun" 4,3 yards. Dette var selvfølgelig stadig nok til at blive valgt til Pro Bowl, som han i øvrigt blev valgt til i samtlige 10 år. Dette var på ingen måde en dårlig sæson for en running back, men blot ikke en ligeså god sæson for Sanders som han plejede. Alle fik derfor et chok, da Sanders efter 1998 sæson besluttede at stoppe hans karriere. Sanders var på daværende tidspunkt blot 1457 yards fra at blive NFL's All-Time Leading rusher, som Walter Payton på daværende tidspunkt besad. Mange mener, at Sanders let kunne have være NFL's All-Time Leading rusher i dag, hvis han blot var forsat et par sæsoner mere. Sanders selv mente, at han havde mistede lysten til at spille, og da han også mente, at "lysten til at spille" var nødvendigt at besidde for at være god til amerikansk fodbold, valgte han at stoppe karrieren.

## Stats

### Sæson stats
Barry Sanders blev valgt til Pro Bowl i alle hans ti sæsoner. Nedenfor kan I se en tabel med hans sæson stats:
| Karriere Stats | Karriere Stats | Karriere Stats | Rushing | Rushing | Rushing | Rushing | Rushing | Receiving | Receiving | Receiving | Receiving | Receiving | Kick Returns | Kick Returns | Kick Returns | Kick Returns | Kick Returns |
| Sæson          | Hold           | Kampe          | ATT     | YDS     | GNS.    | TD      | LNG     | REC       | YDS       | GNS.      | TD        | LNG       | RET          | YDS          | GNS.         | TD           | LNG          |
| -------------- | -------------- | -------------- | ------- | ------- | ------- | ------- | ------- | --------- | --------- | --------- | --------- | --------- | ------------ | ------------ | ------------ | ------------ | ------------ |
| 1989           | DET            | 15             | 280     | 1.470   | 5,3     | 14      | 34      | 24        | 282       | 11,8      | 0         | 46        | 5            | 118          | 23,6         | 0            | 43           |
| 1990           | DET            | 16             | 255     | 1.304   | 5,1     | 13      | 45T     | 36        | 480       | 13,3      | 3         | 47T       | --           | --           | --           | --           | --           |
| 1991           | DET            | 15             | 342     | 1.548   | 4,5     | 16      | 69T     | 41        | 307       | 7,5       | 1         | 34        | --           | --           | --           | --           | --           |
| 1992           | DET            | 16             | 312     | 1.352   | 4,3     | 9       | 55T     | 29        | 225       | 7,8       | 1         | 48        | --           | ---          | --           | --           | --           |
| 1993           | DET            | 11             | 243     | 1.115   | 4,6     | 3       | 42      | 36        | 205       | 5,7       | 0         | 17        | --           | --           | --           | --           | --           |
| 1994           | DET            | 16             | 331     | 1.883   | 5,7     | 7       | 85      | 44        | 283       | 6.4       | 1         | 22        | --           | --           | --           | --           | --           |
| 1995           | DET            | 16             | 314     | 1.500   | 4,8     | 11      | 75T     | 48        | 398       | 8,3       | 1         | 40        | --           | --           | --           | --           | --           |
| 1996           | DET            | 16             | 307     | 1.553   | 5,1     | 11      | 54T     | 24        | 147       | 6,1       | 0         | 28        | --           | --           | --           | --           | --           |
| 1997           | DET            | 16             | 335     | 2.053   | 6.1     | 11      | 82T     | 33        | 305       | 9,2       | 3         | 66T       | --           | --           | --           | --           | --           |
| 1998           | DET            | 16             | 343     | 1.491   | 4,3     | 4       | 73T     | 37        | 289       | 7,8       | 0         | 44        | --           | --           | --           | --           | --           |
| Total          | 10 år          | 153            | 3.062   | 15.269  | 5,0     | 99      | 85      | 352       | 2.921     | 66T       | 10        | 32        | 5            | 118          | 23,8         | 0            | 43           |

### Hold stats
Detroit Lions' sæson stats i perioden 1989-1998:
- W = Sejr
- L = Nederlag
- T = Uafgjort

| 1989  | DET   | 15  | 7  | 9  | 0 | 0,438 | 312  | 364  | -52  | 3        | 9        | -- | -- | -- |
| 1990  | DET   | 16  | 6  | 10 | 0 | 0,375 | 373  | 413  | -40  | 4        | 11       | -- | -- | -- |
| 1991  | DET   | 15  | 12 | 4  | 0 | 0,750 | 339  | 295  | 44   | 1        | 2        | 2  | 1  | 1  |
| 1992  | DET   | 16  | 5  | 11 | 0 | 0,313 | 273  | 332  | -59  | 4        | 12       | -- | -- | -- |
| 1993  | DET   | 11  | 10 | 6  | 0 | 0,625 | 298  | 292  | 6    | 1        | 4        | 1  | 0  | 1  |
| 1994  | DET   | 16  | 9  | 7  | 0 | 0,563 | 357  | 342  | 15   | 4        | 7        | 1  | 0  | 1  |
| 1995  | DET   | 16  | 10 | 6  | 0 | 0,625 | 318  | 338  | -20  | 2        | 5        | 1  | 0  | 1  |
| 1996  | DET   | 16  | 5  | 11 | 0 | 0,313 | 302  | 368  | -66  | 5        | 13       | -- | -- | -- |
| 1997  | DET   | 16  | 9  | 7  | 0 | 0,563 | 379  | 306  | 73   | 4        | 6        | 1  | 0  | 1  |
| 1998  | DET   | 16  | 5  | 11 | 0 | 0,313 | 306  | 378  | -72  | 4        | 11       | -- | -- | -- |
| Total | 10 år | 153 | 78 | 82 | 0 | 0,487 | 3257 | 3428 | -171 | Gns: 3,2 | Gns: 8,0 | 6  | 1  | 5  |